# Klooster Onze Lieve Vrouwe van Loreto
Het klooster Onze Lieve Vrouwe van Loreto, ook wel Zusters van Liefdeklooster genoemd, is een voormalig klooster in de wijk Meeuwbeemd in de Nederlandse plaats Venlo.

## Geschiedenis
In 1856 kwamen de Zusters van Liefde vanuit Tilburg naar Venlo en vestigden zich in het weeshuis in de Grote Kerkstraat. Ze waren actief in het onderwijs en in de verpleging.
Op 5 november 1944 werd raakte het weeshuis in de Tweede Wereldoorlog ernstig beschadigd. Na de oorlog werd in 1951 ten noorden van de binnenstad een nieuw kloostergebouw met lagere school gebouwd aan de Mgr. Zwijsenstraat.
In 2000 werd de vestiging opgeheven.